# 劔神社

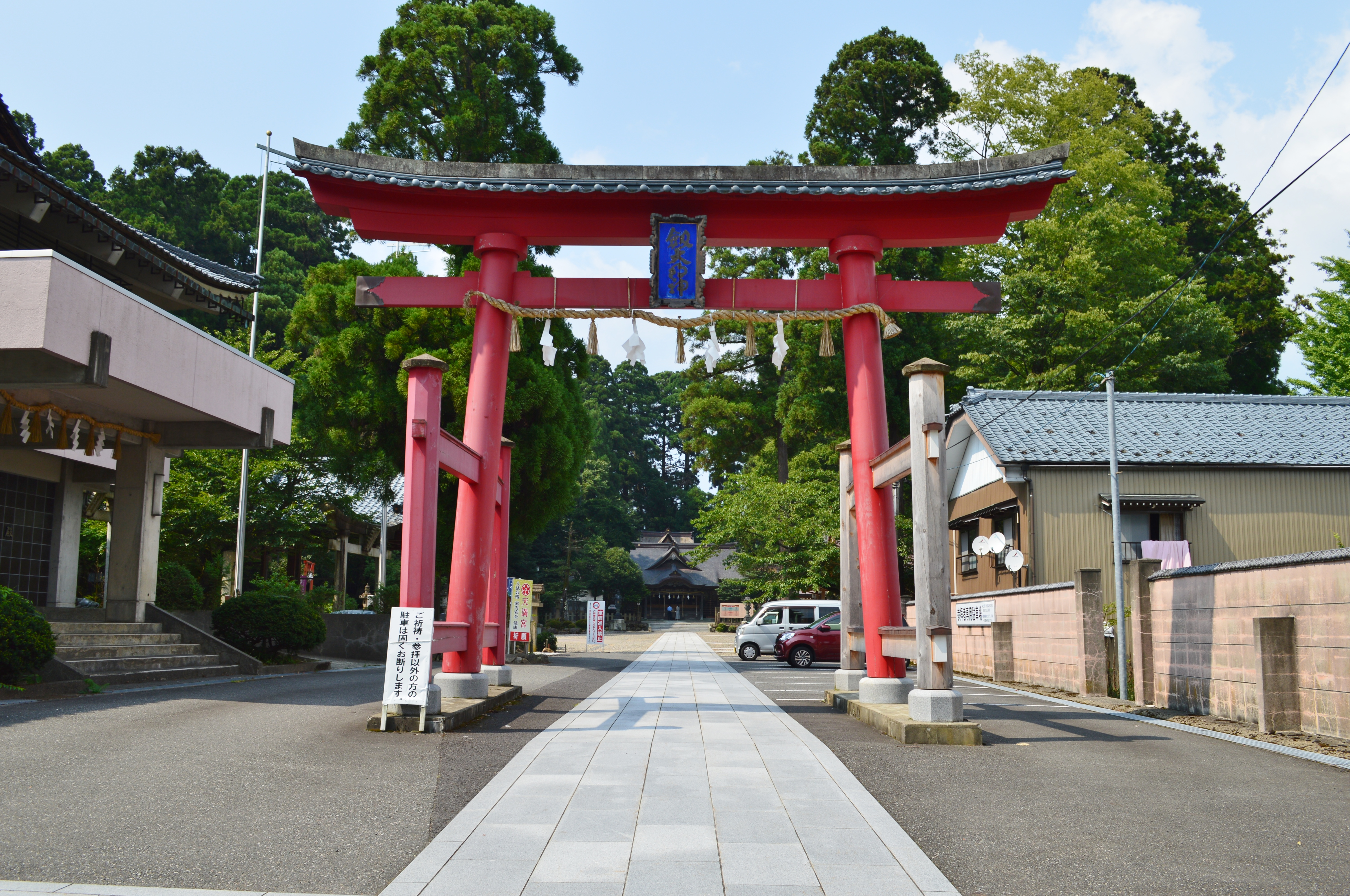
大鳥居

劔神社（つるぎじんじゃ）は、福井県丹生郡越前町織田にある神社。式内社、越前国二宮。旧社格は国幣小社で、現在は神社本庁の別表神社。別名を「織田明神（おたみょうじん）」とも。

## 祭神
素盞嗚尊を主祭神とし、気比大神・忍熊王を配祀する。

## 歴史

### 創建
社伝によれば、御神体となっている剣は垂仁天皇皇子の五十瓊敷入彦命が作らせた神剣で、神功皇后摂政の時代に仲哀天皇皇子の忍熊王が譲り受け、忍熊王が高志国（越国）の賊徒討伐にあたり無事平定した。のち、伊部郷座ヶ岳に祀られていた素盞嗚尊の神霊を伊部臣が現在地に勧請し、この神剣を御霊代とし祀ったことに始まると伝えられる。忍熊王はその後もこの地を開拓したことから、開拓の祖神として父である仲哀天皇（気比大神）とともに配祀されたと伝える。

### 概史
古くは社蔵の梵鐘（国宝）に「劔御子寺鐘 神護景雲四年九月十一日」の銘が見え、奈良時代の神護景雲4年（770年）にはすでに神宮寺があったことが知られる。
国史では、宝亀2年（771年）に従四位下勲六等の「劔神」に食封20戸・田2町を与えると見える。また天安3年（859年）には、「劔神」の神階を従四位上勲六等から正四位下勲六等に昇叙する旨が記載されている。
『新抄格勅符抄』大同元年（806年）牒では、当時の「劔御子神」には神戸として越前国から30戸が充てられており、そのうち10戸は天平神護元年（765年）、20戸は宝亀3年（772年）に定められたとする。
延長5年（927年）成立の『延喜式』神名帳では、越前国敦賀郡に「劔神社」と記載され、式内社に列している（ただし敦賀市莇生野の劔神社に比定する説もある）。
中世以降、この地の歴代の領主、斯波氏、朝倉氏、織田氏の崇敬を受け保護された。特に織田信長は当社の神官の子孫とされ、織田家の氏神とされた。柴田勝家の書状にも「殿様、御氏神、粗相仕るべからず」とある。尾張織田家はもともと越前織田荘出身で姓とし、主君の斯波氏の尾張守護任官で就いて尾張へ移ったので、数代前の越前守護斯波義将の被官の織田信昌、将広、父子も明徳4年（1393年）6月7日に「修理再興し、今後も課役を免除し、子々孫々修理を怠らない」と誓約しており、当社は織田氏と深い関係がある。江戸時代には福井藩・大野藩両藩からの崇敬を受け、幕末には伏見宮家の祈願所ともされた。昭和3年（1928年）に国幣小社に列格した。第二次大戦後は神社本庁の別表神社となった。

### 神階
- 宝亀2年（771年）10月16日時点、従四位下勲六等（『続日本紀』） - 表記は「劔神」。
- 天安3年（859年）1月27日、従四位上勲六等から正四位下勲六等（『日本三代実録』） - 表記は「劔神」。

## 境内

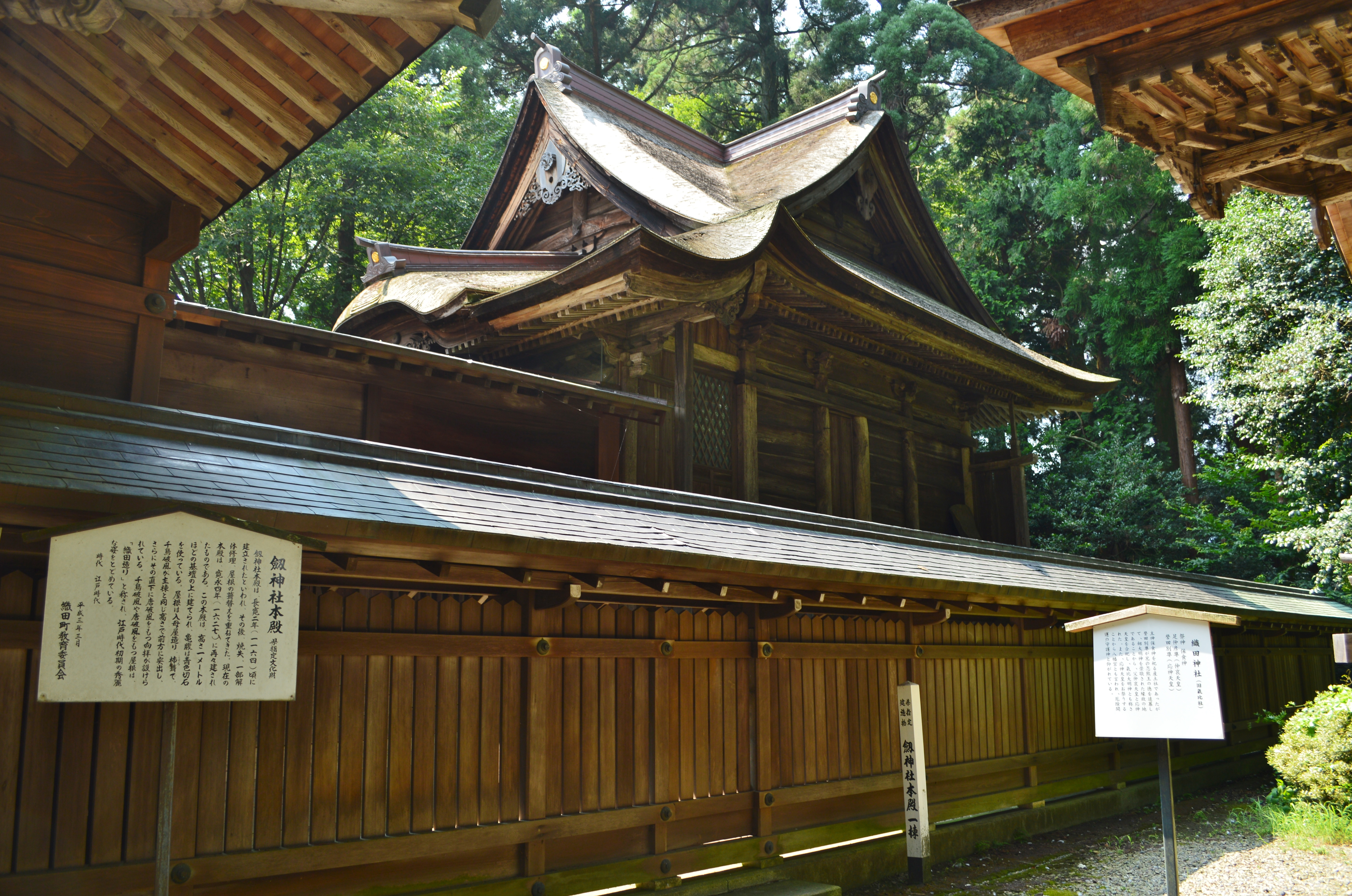
本殿（福井県指定文化財）
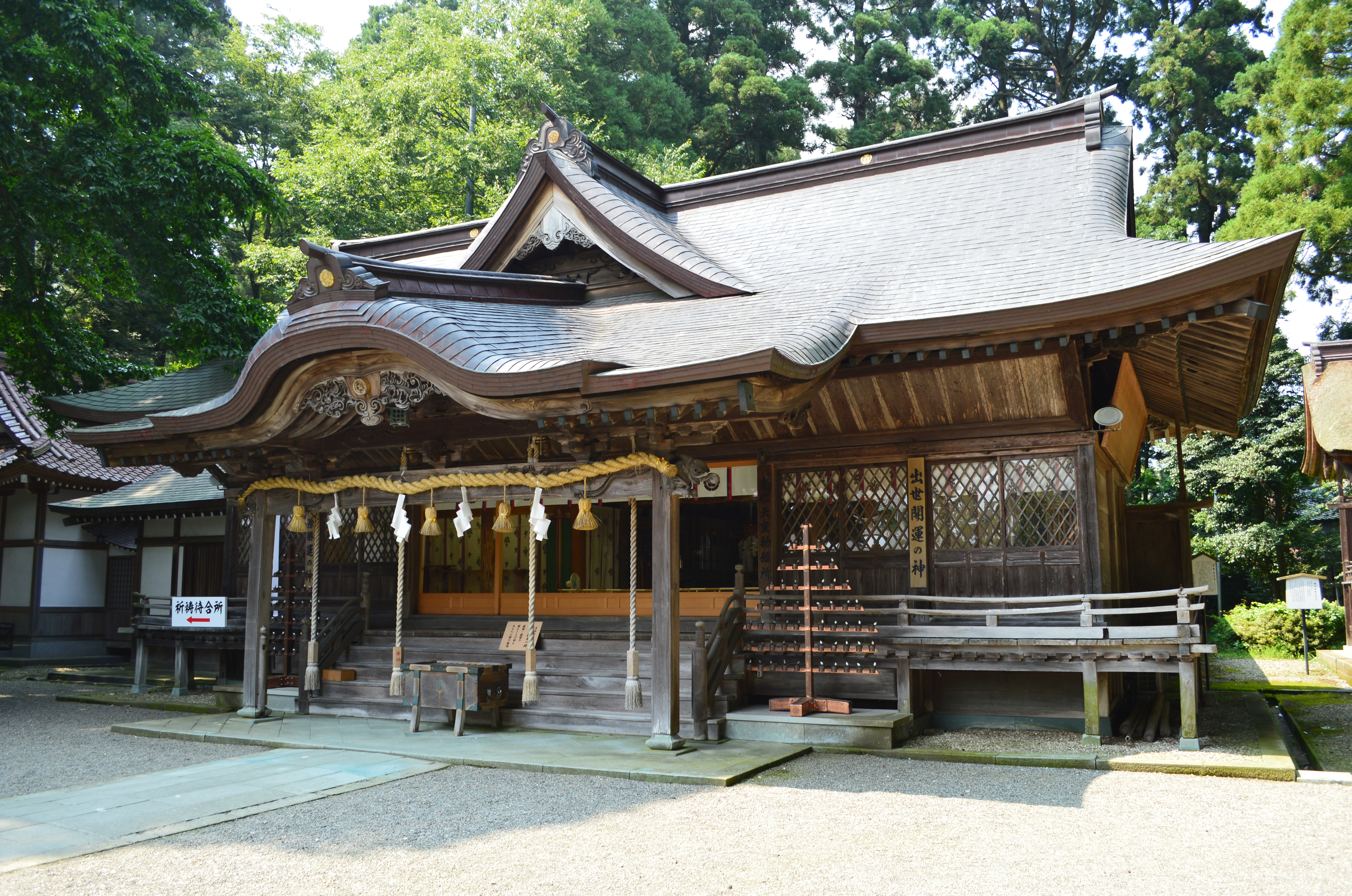
拝殿
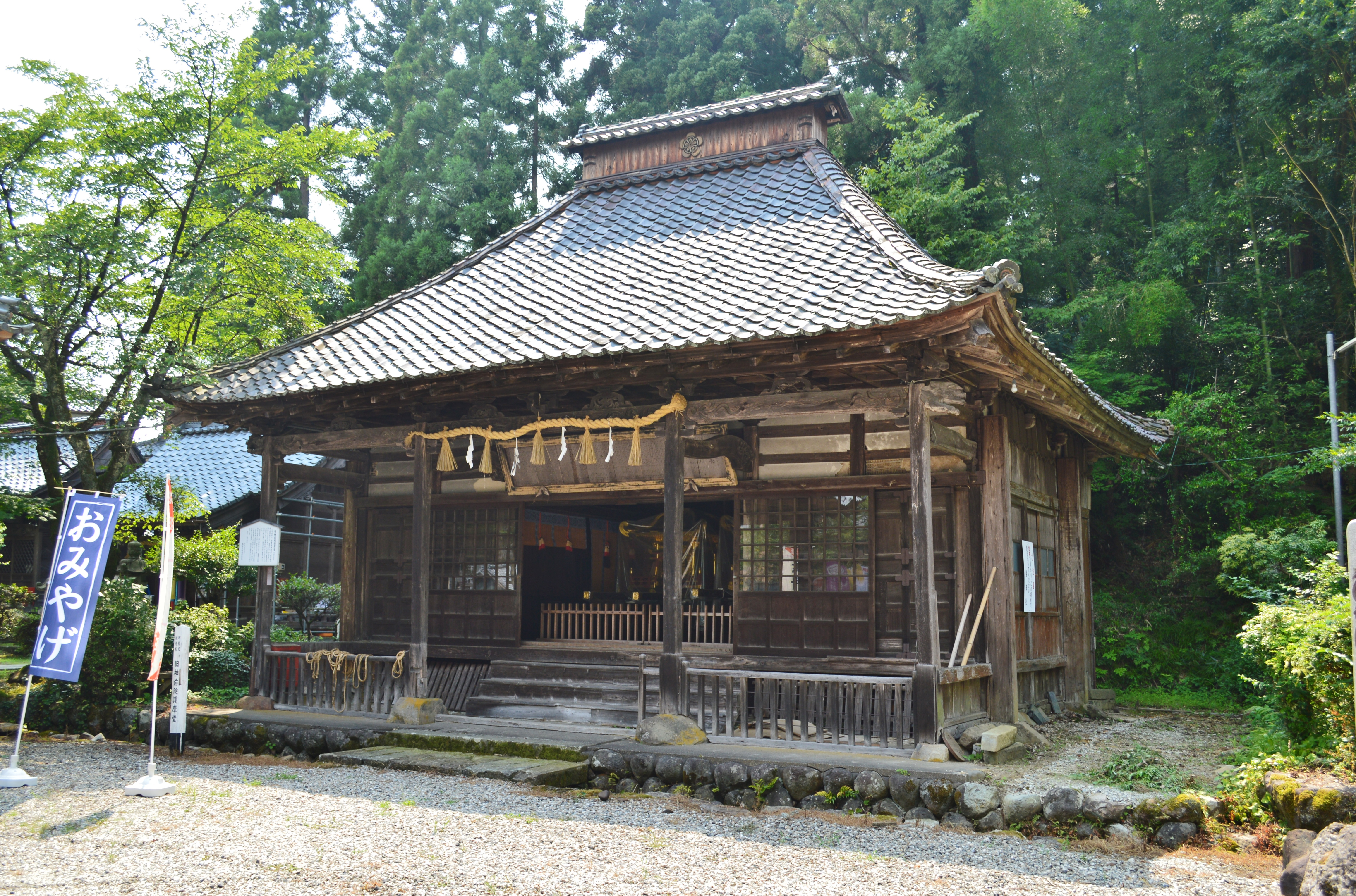
神輿庫（旧神前院護摩堂、越前町指定文化財）
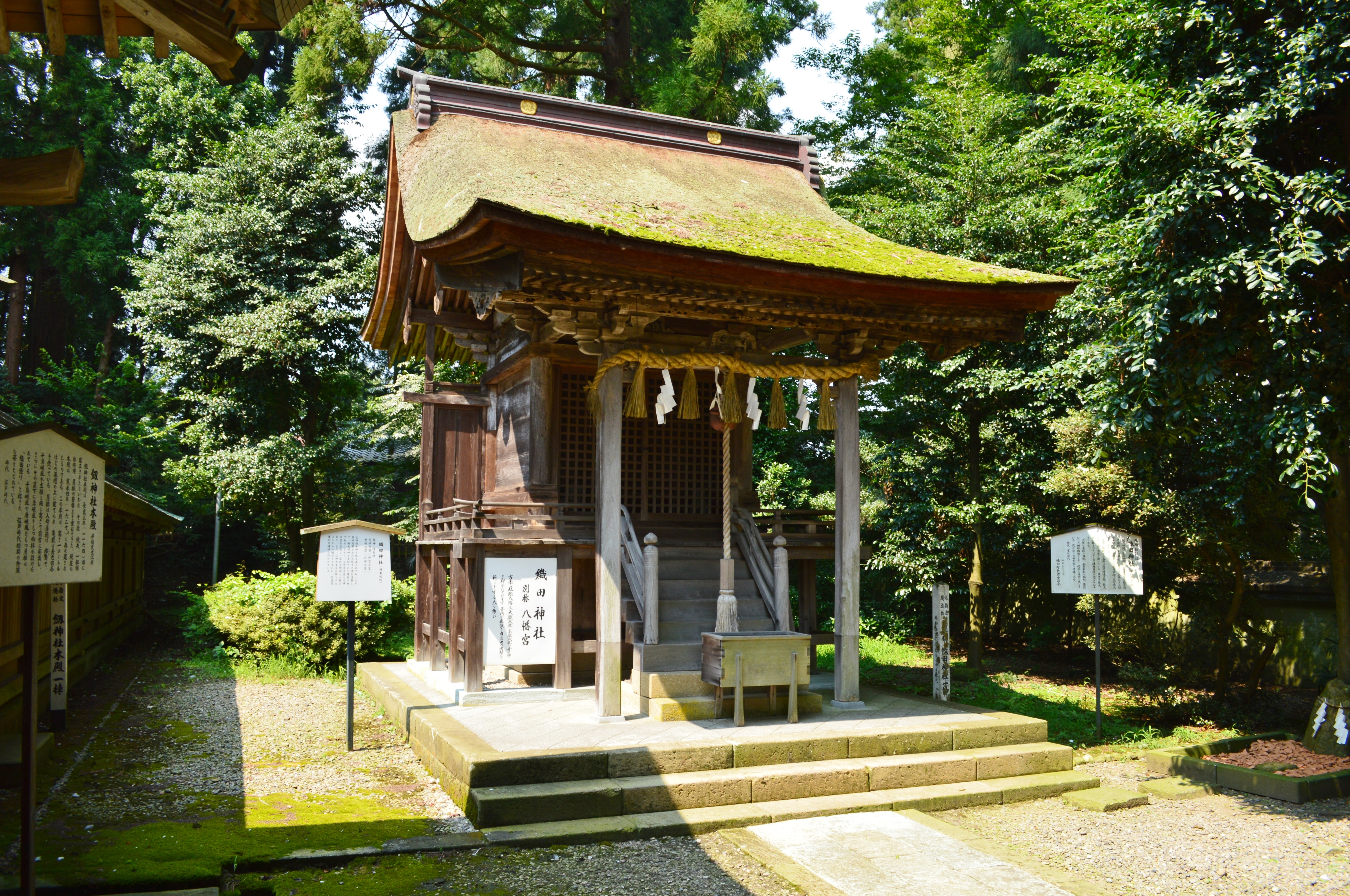
摂社織田神社（福井県指定文化財）
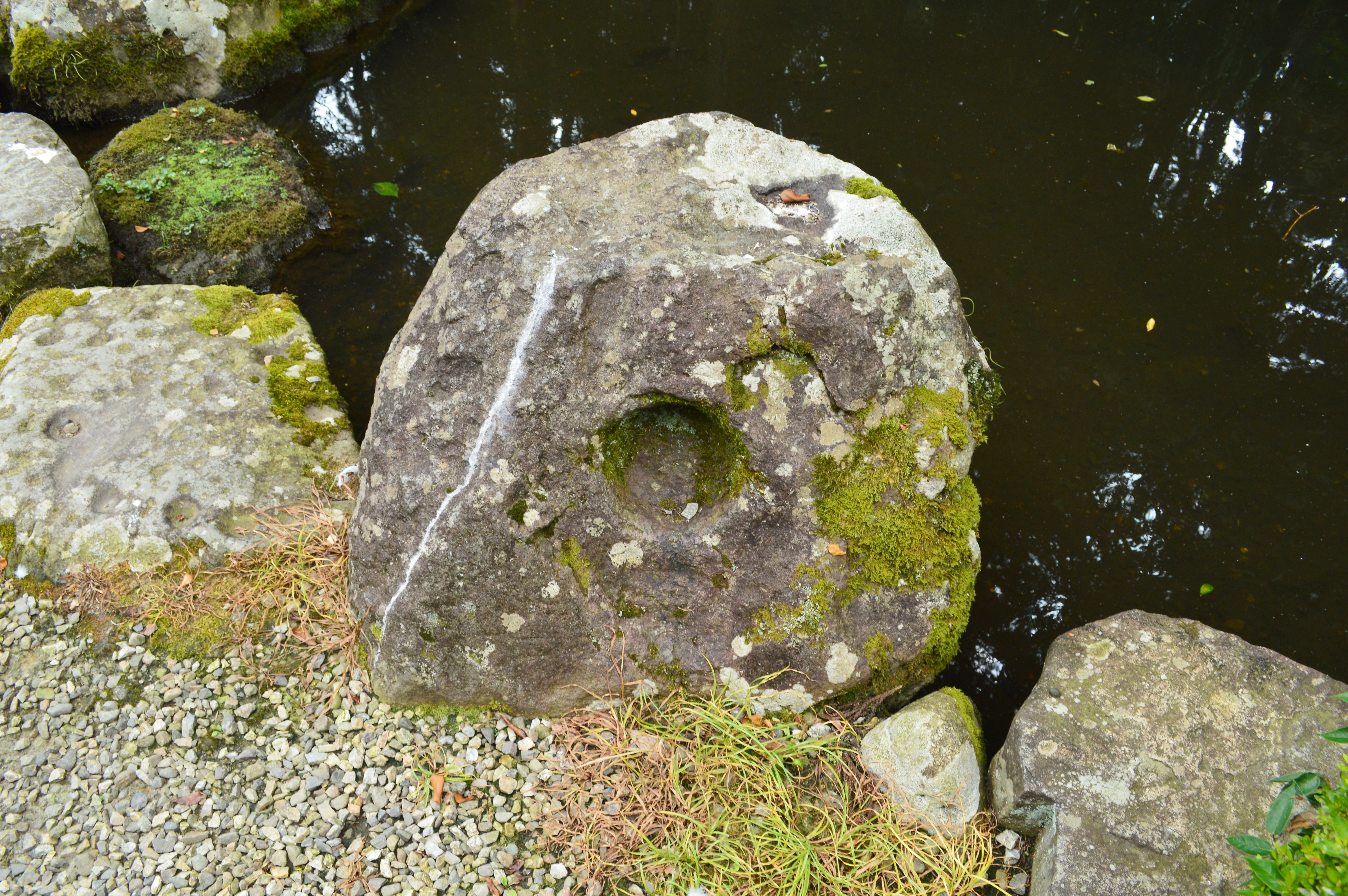
旧神宮寺礎石 塔心礎か。
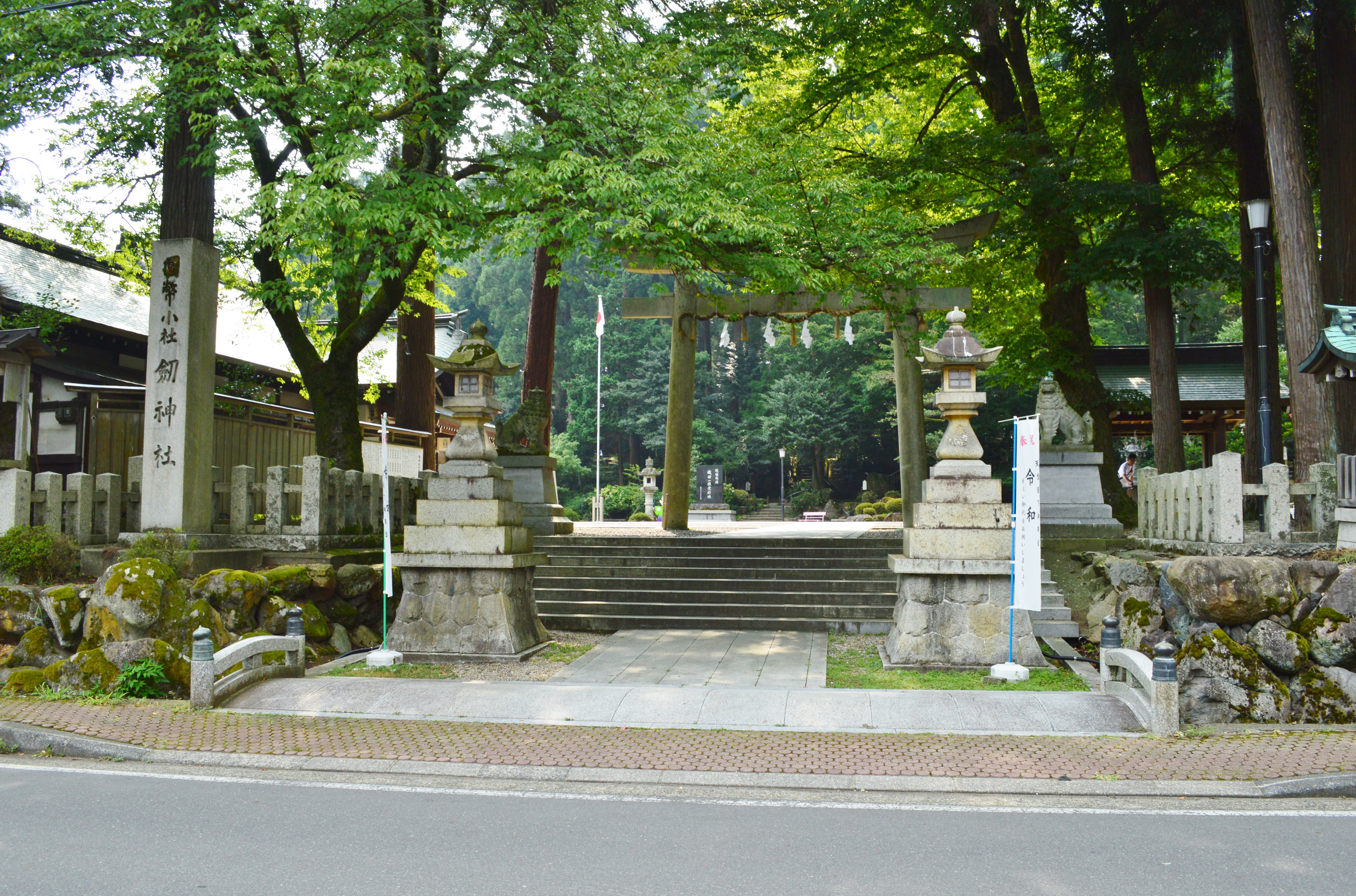
境内入り口

## 文化財

### 国宝
- 梵鐘 銘劔御子寺鐘神護景雲四年九月十一日（工芸品）

奈良時代の作。「劔御子寺鐘/神護景雲四/年九月十一日」（神護景雲4年は770年）の銘がある梵鐘で、奈良時代の在銘鐘として貴重なものである。道鏡が失脚した際に神馬とともに奉納されたとの伝承がある。越前町織田文化歴史館に寄託。1902年（明治35年）4月17日に当時の古社寺保存法に基づき国宝に指定、1956年（昭和31年）6月28日に文化財保護法に基づき国宝に指定。

### 重要文化財

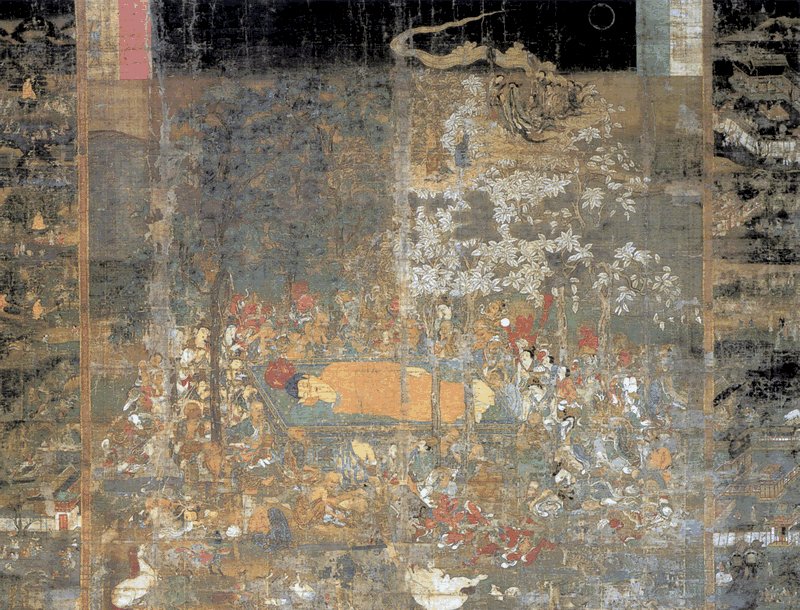
八相涅槃図

- 絹本著色八相涅槃図（附 紙本墨書涅槃講式（断簡）1巻）（絵画）

鎌倉時代中期の作。奈良国立博物館に寄託。1914年（大正3年）4月17日指定。

### 福井県指定文化財
- 有形文化財
  - 本殿（建造物） - 江戸時代の造営。1979年（昭和54年）2月6日指定[8]。
  - 摂社織田神社本殿（建造物） - 室町時代の造営。1971年（昭和46年）4月16日指定[9]。
  - 不動明王三尊像 3幅（絵画） - 南北朝時代の作。1984年（昭和59年）3月2日指定[10]。
  - 密教法具金銅盤（工芸品） - 平安時代の作。1971年（昭和46年）4月16日指定[11]。
  - 劔神社文書（古文書） - 室町時代から明治時代の古文書210点。2013年（平成25年）3月22日指定[12]。

### 越前町指定文化財
- 有形文化財
  - 旧神前院護摩堂（建造物） - 江戸時代の造営。1987年（昭和62年）11月1日指定。
  - 神輿 1対（工芸品） - 江戸時代中期の作。1978年（昭和53年）2月17日指定。
  - 獅子頭（工芸品） - 江戸時代初期の作。1978年（昭和53年）2月17日指定。

### その他
- 織田信長書状
- 徳川家康書状
- 柴田勝家書状
- 古文書など

## 関連図書
- 安津素彦・梅田義彦編集兼監修者『神道辞典』神社新報社、1968年、40頁
- 白井永二・土岐昌訓編集『神社辞典』東京堂出版、1979年、237頁